# Souday
Souday ist eine ehemalige französische Gemeinde im Département Loir-et-Cher in der Region Centre-Val de Loire. Sie gehörte zum Arrondissement Vendôme, zum Kanton Le Perche und war Mitglied des Gemeindeverbandes Collines du Perche. Die Einwohner werden Soudaysiens genannt. Souday ist der Hauptort der Gemeinde Couëtron-au-Perche.
Zum 1. Januar 2018 wurden Arville, Oigny, Saint-Agil, Saint-Avit und Souday zur Gemeinde (Commune nouvelle) Couëtron-au-Perche zusammengeschlossen. Souday ist der Hauptort und eine Commune déléguée mit 492 Einwohnern (Stand 1. Januar 2022) in der neuen Gemeinde.

## Geografie
Souday liegt im Norden des Départements Loir-et-Cher, etwa 60 Kilometer südwestlich von Chartres und 60 Kilometer östlich von Le Mans. 

## Bevölkerungsentwicklung
| Jahr                       | 1962 | 1968 | 1975 | 1982 | 1990 | 1999 | 2006 | 2017 |
| Einwohner                  | 843  | 756  | 688  | 601  | 567  | 542  | 544  | 503  |
| Quellen: Cassini und INSEE |      |      |      |      |      |      |      |      |

## Sehenswürdigkeiten

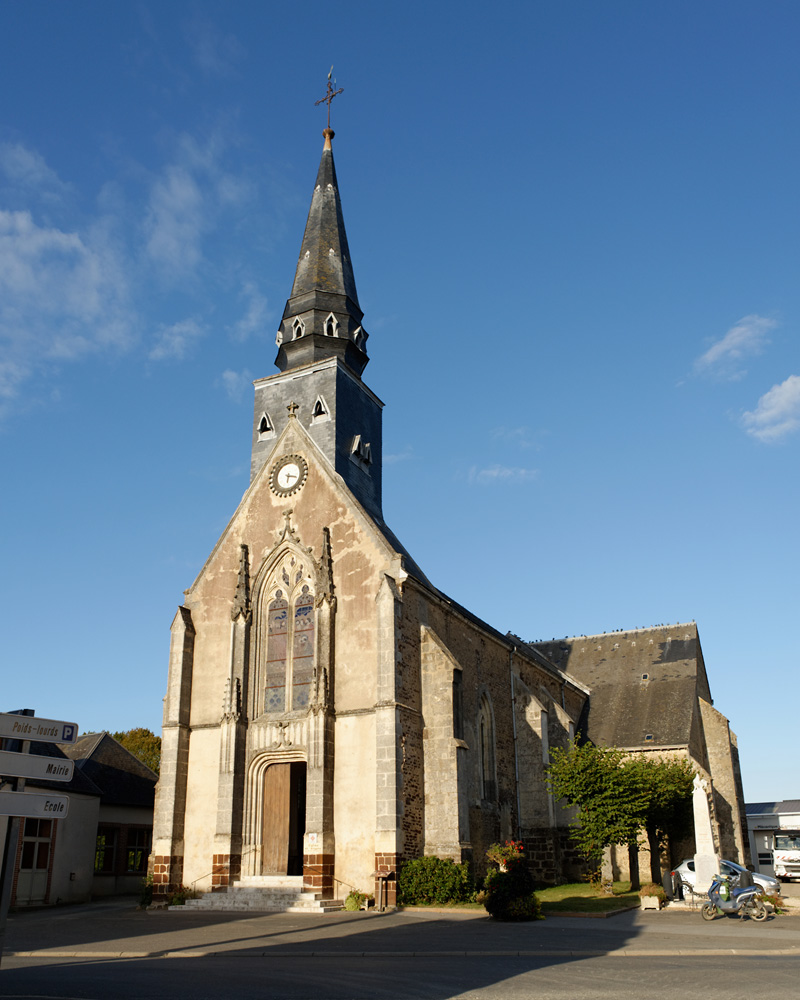
Kirche Saint-Pierre

- Kirche Saint-Pierre
- Schloss La Cour

## Persönlichkeiten
- Jean du Bellay (1492/1498–1560), Kleriker und Diplomat